# Alexandre Pichot
Alexandre Pichot (Caen, 6 januari 1983) is een voormalig Frans wielrenner, actief van 2005 tot 2019.

## Overwinningen
2003
2e etappe Circuit des Ardennes
3e etappe Ronde van Guadeloupe

## Resultaten in voornaamste wedstrijden
| Jaar | Ronde van Italië | Ronde van Frankrijk | Ronde van Spanje |
| ---- | ---------------- | ------------------- | ---------------- |
| 2006 |                  |                     |                  |
| 2007 | 125e             |                     |                  |
| 2008 |                  |                     | opgave           |
| 2009 |                  | 117e                |                  |
| 2010 |                  |                     | 119e             |
| 2011 |                  |                     |                  |
| 2012 |                  |                     |                  |
| 2013 |                  |                     |                  |
| 2014 |                  | 107e                |                  |
| 2015 |                  |                     |                  |
| 2016 |                  |                     |                  |
| 2017 |                  |                     |                  |
| 2018 |                  |                     |                  |
| 2019 |                  |                     |                  |

| Jaar | Milaan-San Remo | Gent-Wevelgem | Ronde van Vlaanderen | Parijs-Roubaix | Luik-Bast.‑Luik | Ronde van Lombardije | Parijs-Tours | E3 Harelbeke | Dwars door Vlaanderen |
| ---- | --------------- | ------------- | -------------------- | -------------- | --------------- | -------------------- | ------------ | ------------ | --------------------- |
| 2006 | 157e            |               |                      | opgave         | opgave          |                      |              |              |                       |
| 2007 | 145e            | 69e           | opgave               | opgave         |                 | opgave               | 37e          |              |                       |
| 2008 | opgave          | 37e           | 94e                  | 52e            |                 |                      |              |              |                       |
| 2009 |                 |               | 11e                  | opgave         |                 |                      | 38e          |              |                       |
| 2010 | opgave          |               | 44e                  | 34e            |                 |                      | 13e          | 29e          | 70e                   |
| 2011 |                 | 126e          | 51e                  | 59e            |                 | opgave               | opgave       | 21e          | 52e                   |
| 2012 |                 |               | 74e                  | opgave         |                 |                      | 50e          | 8e           | 5e                    |
| 2013 |                 |               |                      |                |                 |                      | opgave       |              |                       |
| 2014 | 26e             | 92e           | 39e                  |                |                 |                      | 111e         | 39e          |                       |
| 2015 |                 | opgave        |                      |                |                 |                      |              | 51e          |                       |
| 2016 |                 |               | 66e                  | opgave         |                 |                      | 83e          |              | 79e                   |
| 2017 |                 |               | 118e                 | opgave         |                 |                      | 145e         | 109e         | 68e                   |
| 2018 |                 |               |                      | opgave         |                 |                      | 50e          | 67e          | 93e                   |
| 2019 |                 |               | 89e                  | 92e            |                 |                      | 61e          | opgave       | 80e                   |

## Ploegen
- 2005 –  Bouygues Télécom (stagiair vanaf 1-8)
- 2006 –  Bouygues Télécom
- 2007 –  Bouygues Télécom
- 2008 –  Bouygues Télécom
- 2009 –  Bbox Bouygues Telecom
- 2010 –  Bbox Bouygues Telecom
- 2011 –  Team Europcar
- 2012 –  Team Europcar
- 2013 –  Team Europcar
- 2014 –  Team Europcar
- 2015 –  Team Europcar
- 2016 –  Direct Énergie
- 2017 –  Direct Énergie
- 2018 –  Direct Énergie
- 2019 –  Direct Énergie